# Heinrich Ernst (Maler)
Heinrich W. Ed. Ernst (* 18. Juli 1887 in Osterwieck; † 30. April 1959 in Braunschweig) war ein deutscher Maler, Grafiker und Fachschullehrer.

## Leben
Er war der Sohn des Kaufmanns Eduard Ernst aus der in der preußischen Provinz Sachsen gelegenen Fachwerkstadt Osterwieck. Seine Mutter war Auguste Ernst, geborene Grupe. Bereits früh verlor er seine Eltern. In Braunschweig besuchte Ernst die Bürgerschule. Danach ging er an die Kunstgewerbeschule Bremen sowie an die Freie Akademie der Künste zu Leipzig und die Königliche Kunstgewerbeschule München. Nach seiner Rückkehr wurde er Fachlehrer für Grafik an der Städtischen Handwerker- und Kunstgewerbeschule Braunschweig, Vorläuferin der heutigen Hochschule für Bildende Künste Braunschweig.
Heinrich Ernst war u. a. Mitglied des Zehnerbundes Bildender Künstler Braunschweigs e. V. sowie des Bundes deutscher Gebrauchsgraphiker und Sammler von Grafiken und Exlibris.
Zu seinen Schülern zählte u. a. der Maler, Grafiker und Bildhauer Karl-Richard Jauns.